# オデュッセウス 6K
オデュッセウス 6K（英: Odysseus 6K）は、アメリカ合衆国、マサチューセッツ州サウス・ウェルフリートにある民間海洋会社であるプラジック・リサーチ・サービス (Pelagic Research Services) 社が設計・運用する遠隔操作型無人探査機(ROV)。名称は『オデュッセイア』の主人公であるオデッセウスに因む。最大定格深度はmsw単位で6,000 m (20,000 ft)。

## デザイン
オデュッセウス 6Kはハイドラメック社が設計したAフレームクレーンを介し打ち上げ及び回収が行われ、全長7,500 m (24,600 ft）のファイボン社のアンビリカルケーブルによって母船と接続される。操縦は複数のモニターを備えた20フィートコンテナを改造したオデュッセウス・コントロール・バンから操作され、この運用機材は母船内に別途設置することも可能である。
2017年1月にオデュッセウスの改造が完了し、重量は2,495kg（5,500 lb）となった。更新されたオデッセウスにはアルミニウムフレーム（ペイロードトレイ）が溶接され、幅、1,210 mm（47+3⁄4 in）長さ、810 mm（32 in）高さ、380 mm（15 in）のサイズで重量1,800 kg（4,000 lbs）の貨物の吊り上げを可能としている。

## 運用実績
2017年、西フロリダ斜面にある深海サンゴ調査に使用された。
2023年6月22日、北大西洋、ニューファンドランド島沖合に沈むタイタニックを見学するため母船である商船ポーラ・プリンスから6月18日に出発し、1時間45分後に連絡が途絶えた潜水艇タイタンの残骸を現地時間8時55分に発見した。残骸はタイタニック船首から後方におよそ500 mの位置であった。
6月19日月曜にタイタンを運用するオーシャンゲート社から依頼を受けたことでプラジックで救助チームが結成され、翌火曜にアメリカ空軍のC-17輸送機3機によってニューファンドランド州セントジョンに空輸が行われた。アンカー・ハンドリング・タグ・サプライ船であるカナダ船籍のホライゾン・アークティックから運用が行われ、捜索開始から5時間後、海底3,600 mに沈む残骸を発見した。映像解析作業が行われた結果、発見された残骸は耐圧殻後部にあるテールコーンと後ろ側のベル（蓋）であることが確認され、後方のベルが耐圧殻から離れた位置に横たわっていたことで圧壊に伴う爆縮であることが確認され、乗員全員が即死であることが断定された。午後1時18分、アメリカ沿岸警備隊のジョン・モーガー海軍少将による記者会見が行われ、残骸の発見と破片は「耐圧殻の壊滅的な損失である」と一致するとし、遺体回収に付いては答えられないとしながらも「信じられない程過酷な環境である」と述べた。